# جوزيف إل. تايلور
جوزيف إل. تايلور (بالإنجليزية: Joseph L. Taylor)‏ هو رياضياتي أمريكي، ولد في 7 أبريل 1941، وتوفي في 28 يوليو 2016 في سولت ليك في الولايات المتحدة.